# Yves Got
Pour les articles homonymes, voir Got.
Yves Got (né le 31 octobre 1939 à Cahors) est un auteur-illustrateur français. Il a dessiné Le Baron noir et créé la série Didou.

## Biographie
Il intègre la School of Visual Arts de New York.
En 1976 il crée dans L'Écho des savanes, avec René Pétillon au scénario, Le Baron noir, bande dessinée transposant dans un monde animalier cruel et caricatural les dissensions qui existent dans notre société. La série paraît quotidiennement dans le journal Le Matin de Paris de 1977 à 1980.
On le suit à la fois comme dessinateur de presse pour La Croix, le Monde, Libération, Le Canard enchaîné, VSD et comme auteur de bandes dessinées (Images en cage (Futuropolis), L'Arène Noire (Flammarion), Didou (Albin Michel), etc.).
Il collabore et publie également dans Pilote, Métal hurlant, L'Écho des savanes, Psikopat, Charlie Mensuel.
Il est également auteur de livres de jeunesse, en particulier de toute la série Didou.
Il a enseigné à l'École Émile-Cohl, à Lyon, à partir de 1985.

## Œuvres

### Œuvres pour les adultes
- Le Baron noir. [1] / [texte de] Pétillon et [dessins de] Got. Paris : Y. Got ; Paris : B. diffusion, 1976, 60 p.
- Le Baron noir. 3 / [texte de] Pétillon et [dessins de] Got. Paris : Y. Got ; Paris : B. diffusion, 1978, 60 p.  (ISBN 2-902908-01-6)
- Images en cage / [texte et dessins de] Got. Paris : Futuropolis, 1980, [58] p.
- Le Baron Noir. 1 / [dessins de] Got ; [texte de] Pétillon. Paris : Librairie générale française, 1988, 157 p. (Le Livre de poche. [BD] ; 2049).  (ISBN 2-73160-613-4)
- Le Baron noir / [dessins de] Got et [texte de] Pétillon. Paris : Zenda, 1990, 124 p.  (ISBN 2-87687-030-4)
- L'Arène noire. Paris : Flammarion, 1990, 127 p. (Roman BD).  (ISBN 2-08-066356-9)
- Le Baron noir : le crocodile farceur et le mouton sécateur. Paris : Rackham, 1992. (Flip book, n °8).  (ISBN 2-87827-019-3)
- Gainsbourg illustré / par Got. Paris : A. Michel, 2001, 117 p.  (ISBN 2-226-11793-8)
- L'Amateur. 1. Talence : Humeurs, 2005, 120 p. (Collection Pudeur ; 1).  (ISBN 2-9519398-6-8)
- L'Amateur. 2. Talence : Humeurs, 2005, 120 p. (Collection Pudeur ; 2).  (ISBN 2-9519398-9-2)

### Albums pour la jeunesse
- Max le crocodile / Got. Paris : Seuil jeunesse, 1995, [33] p.  (ISBN 2-02-022474-7)
- Le Lion qui avait mauvaise haleine / Yves Got ; conté par Mimi Barthélémy. Paris : Seuil jeunesse, 2006, [14] p. (Petits contes du tapis).  (ISBN 2-02-089883-7)

### Expositions
- Yves Got et René Pétillon, 18 mai au 13 juin 2010, papiers gras, 1, place de l'Île, 1204 Genève[1]